# 1947 v hudbě
Tento článek obsahuje události související s hudbou, které proběhly v roce 1947.

## Narození
- 29. ledna – David Byron, britský zpěvák († 28. února 1985)
- 30. ledna – Steve Marriott, zpěvák-písničkář a sólový kytarista († 20. dubna 1991)
- 19. července – Brian May, britský rockový kytarista
- 26. února – Sandie Shaw, britská zpěvačka
- 25. března – Elton John, anglický zpěvák, hudební skladatel a klavírista
- 16. dubna – Lee Kerslake, anglický bubeník († 19. září 2020)
- 10. srpen – Ian Scott Anderson, skotský hudebník a skladatel
- 29. listopadu – Ronnie Montrose, americký kytarista († 3. března 2012)
- 19. prosince – Chris Jagger, britský hudebník a herec
- 21. prosince – Paco de Lucía, španělský flamencový kytarista († 25. února 2014)